# Low Man's Lyric
Low Man's Lyric est la onzième chanson du septième album studio de Metallica, ReLoad. Il s'agit d'une ballade lente dans la continuité de Nothing Else Matters et de Mama Said. 
Les paroles de la chanson expriment les regrets d'un héroïnomane SDF qui présente ses excuses à son ancienne famille pour ses erreurs avant de mourir.

## Formation
- James Hetfield: chants et guitare rythmique
- Lars Ulrich: batterie
- Kirk Hammett: guitare solo
- Jason Newsted: basse
- Bernardo Bigalli: violon
- David Milles: vielle à roue